# Château d'Hérouville
Le château d'Hérouville est un édifice du XVIIIe siècle (1740) situé dans le village d'Hérouville-en-Vexin, sur la RD 927 reliant Pontoise à Méru, dans le département du Val-d'Oise, en France.
Le château est connu pour avoir hébergé un studio d'enregistrement ayant accueilli pendant deux périodes distinctes, à sa grande époque, des musiciens et chanteurs internationaux et français entre 1969 et 1985.
Après une période d'abandon, il a été racheté en 2015, réhabilité et a repris son activité de studio d'enregistrement à partir de 2018.

## Historique
De nombreuses familles de la haute noblesse résidaient sur le fief d'Hérouville-Auvers-Isles Adam.
Anne de Laval était la fille de Guy XVI de Laval et d'Anne de Montmorency, dame d'Acquigny et de la Rochepot (1505-1554). Louis de Sully était seigneur de La Roche-Guyon (mort en 1557).
La construction d'un premier château fut à l'initiative d'un dénommé Jean de Berbisy, fils unique de Jean de Berbisy, originaire de Bourgogne, quatrième fils d'Henri, écuyer de Charles Le Téméraire, qui épouse le 17 mai 1544 Claude de Sansac, héritière du fief d'Hérouville et d'Auvers.
La seigneurie d'Hérouville est cédée en 1680 à Louis Armand Ier de Bourbon, prince de Conti. En effet, ce jeune  prince de Conti, à 18 ans, épousa Marie-Anne, fille illégitime du roi Louis XIV, âgée de 13 ans, légitimée en mai 1667. Marie-Anne devint princesse douairière à la mort de son mari et accéda à une richesse incommensurable qui lui permit d'acquérir un certain nombre de biens immobiliers, dont le pavillon de Blois à Bougival en Yvelines qui a une ressemblance architecturale avec le château d'Hérouville.
Le château actuel est construit en 1740 d'après les plans de l'architecte Gaudot de l'école de Rome, sur les ruines de l'ancien manoir du couple.
Le bâtiment est composé de deux ailes, Nord et Sud, avec étage, combles et deux annexes latérales basses, rez-de-chaussée et combles dirigés vers l'Ouest.
Les deux ailes sont reliées par un haut mur en moellons couvert de lierre et percé en son centre d'un portail en bois.
Au XIXe siècle, il servit de relais de poste (entre Versailles et Beauvais). Il comptait des écuries situées probablement dans la grange qui est une dépendance du château, avec une centaine de chevaux, à l'initiative d'Achille Louis de Brisay.
Achille Louis de Brisay fut le maire d'Hérouville, baron et comte, procureur général auprès de la Cour, commissaire spécial, chevalier de Malte. Ce fut un homme qui avait le goût de la spéculation, ce qui l'amena à la ruine. Ses biens ont commencé à être vendus en 1855 après sa mort (84 ans). Puis le château traversa des affres diverses et variées, et fut en partie démoli. Il fut vendu en 1861.
Il servit de décor en 1829 dans une scène de chasse, et son histoire est racontée dans Modeste Mignon d'Honoré de Balzac.

## Les studios d'Hérouville-en-Vexin
Le compositeur Michel Magne cherchant pour  travailler un lieu tranquille à la campagne est séduit lors d'une visite et l'achète en copropriété avec son ami Jean-Claude Dragomir en 1962 pour y habiter avec sa famille. A l'époque le château est constitué de 57 pièces, dont certaines sont plus où moins abandonnées. Il fait aménager dans les combles de l'aile Nord une salle de musique, pour ses besoins personnels avec piano à queue, orgue électronique, instruments divers, et de quoi travailler pour ses assistants (entre autres, Jean-Claude Vannier, Jean-Claude Petit, Karl-Heinz Schäfer, Éric Demarsan, Michel Colombier...). Son ami Dragomir décède dans un accident de voiture en 1965. Michel rachète les parts du défunt à sa famille et devient le propriétaire de la totalité du château. À la suite d'un feu accidentel ayant ravagé une partie de la salle de musique de l'aile Nord le 26 mai 1969, il fait transformer les combles de l'aile Sud en studio d'enregistrement, et, devant l'énormité des frais engagés, crée une société d'exploitation commerciale, la SEMM (Société d'Enregistrement Michel Magne), le 18 novembre 1969, afin d'exploiter commercialement le studio de 100 m2 et 6 mètres de hauteur sous plafond, à la lumière du jour, éclairé par  trois très hautes fenêtres coté Est, Sud, et Ouest. Comme le village d'Hérouville-en-Vexin est loin de Paris, il propose à ses clients de se restaurer et de dormir sur place : le Strawberry Studio est donc le premier en France (et le deuxième au monde) basé sur le concept de studio résidentiel où travail, hébergement et restauration sont liés — et le seul en France, à l'époque, qui va accueillir régulièrement des artistes anglo-saxons venus de loin, en plus d'une clientèle française. 
Les débuts commerciaux sont difficiles, mais dès 1971 le ciel s'éclaire avec l'arrivée de Zeca Afonso qui y enregistre, accompagné de Francisco Fanhais, José Mario Branco et le guitariste Carlos Correia l'album Cantigas do Maio et son fameux Grândola Vila Morena, titre déclencheur de la révolution des Œillets, Gong, Eddy Mitchell, puis des groupes et producteurs anglo-saxons : Elton John qui appelle le château Honky Château, Bee Gees, Pink Floyd, Cat Stevens, T. Rex, David Bowie, Jethro Tull, Uriah Heep, etc. Son premier ingénieur du son est Gérard Delassus, un vieil ami de Michel, qui l'avait aidé à aménager sa salle de musique de l'aile Nord, partie en fumée.
En 1969, le village d'Hérouville-en-Vexin sert de décor naturel pour le tournage de certaines scènes du film La Fiancée du pirate de Nelly Kaplan avec Bernadette Lafont, mais rien ne fut tourné dans le parc et dans le château même.
De 1971 à 1973, le château est au sommet de sa gloire, trois années d'activité intense, les studios tournent à plein régime 20 heures sur 24 et six jours sur sept. La prise de son est assurée entre autres par un jeune ingénieur du son, Dominique Blanc-Francard, puis Andy Scott et Gilles Sallé comme assistant en 1972, avec également Christian Gence, André Harwood et Jean-Paul Missey[réf. nécessaire]. La renommée et le succès du studio deviennent énormes, en France comme à l'international. Jean-Christian Michel choisit de séjourner quinze jours à Hérouville en 1973 pour y enregistrer son album JQM avec Kenny Clarke et les Chœurs de Saint Eustache. En parallèle Michel Magne installe le premier studio mobile 16-pistes français dans un camion Ford aménagé, appelé le "Strawberry Mobile". Le personnel du château se compose à l'époque de quinze salariés : un gardien, un jardinier, un intendant, deux femmes de ménage (dix chambres d'hôtes), deux cuisiniers, un menuisier, deux hôtesses, un secrétaire plus l'équipe technique, deux ingénieurs du son, etc. Pour payer les frais de fonctionnement très importants, un deuxième studio, Le Chopin, est aménagé début 1972 au rez-de-chaussée d'une dépendance située sur le devant de la propriété, le long de la route traversant le village, avec un portail d'entrée donnant directement dans une grande cour pavée au no 4 rue Georges Duhamel. Le Chopin est aménagé avec du matériel dernier cri. Un escalier dessert au premier étage, des bureaux et un logement, et au rez-de-chaussée le studio proprement dit, dont le sol bétonné et décaissé, accueille plusieurs plateformes pour les musiciens et une galerie vitrée aménagée pour les photographes.
Avec ces nouveaux lieux, la capacité d'enregistrement augmente et de nombreux artistes s'y succèdent dont toujours beaucoup d’Anglo-Saxons, même si l'acoustique du lieu n'est pas aussi réussie que celle du studio des combles de l'aile droite.
Mi-1972, Michel Magne, lassé de son rôle de patron/gestionnaire des studios, décide de se dégager totalement de son activité et de la gestion pour reprendre son métier de compositeur de musique de film. Il signe un accord le 30 juin 1972 avec Yves Chamberland, propriétaire du studio Davout à Paris. Il lui cède pour 1 franc symbolique la SEMM, qui accuse un passif de 600,000 francs, mais reste propriétaire des murs du château. Chamberland s'installe dans les lieux et procède rapidement à quelques réaménagements techniques en adoptant une gestion plus rigoureuse – notamment pour l'accueil, la restauration et l'hébergement. David Bowie se plaint ainsi d'avoir mangé beaucoup de pommes de terre et de lapin durant son séjour pour l'enregistrement de Pin Ups. Malgré la réorganisation, la situation financière des studios continue de se dégrader : Yves Chamberland après six mois d'occupation jette l'éponge, récupère son matériel installé, et quitte le château en lançant des procédures judiciaires fin Décembre 1972, à la suite d'un déficit qui atteint désormais 1,2 million de francs. L'activité des studios continue mais tournent au ralenti pendant l'hiver 1973-1974, le parc est laissé à l'abandon. Pendant cette période, Jean-Pierre Ezan et Claude Harper continuent l'activité tant bien que mal.

### La deuxième vie des studios
Michel Magne, parti vivre début 1974 avec sa famille à Saint-Paul-de-Vence se détend après ces folles années d'activités en faisant de la peinture dans le calme et loin des soucis, mais cherche un nouveau gérant pour reprendre l'activité du studio lorsque Chamberland l'abandonne. Faisant appel à ses nombreuses relations, il trouve et signe un accord avec le producteur et musicien Laurent Thibault qui accepte de reprendre l'activité en locataire-gérant, le jour de ses 28 ans, le 24 juin 1974. Grâce à une profonde remise en état des lieux, qui furent laissés à l'abandon depuis presque un an, et à une gestion plus rigoureuse et surtout professionnelle, l'activité reprend fin 1974. Laurent Thibault devenant l'ingénieur du son attitré des studios d'Hérouville avec un seul studio actif, celui de 100 m2 dans les combles de l'aile Sud. En 1975, un nouveau matériel est installé, il est le premier studio européen équipé d'une acoustique « Westlake ». Un peu plus tard, il s'équipera d'une console « MCI JH528 » et de magnétophones de la même marque. De grands albums sont ainsi enregistrés dans ces lieux : T. Rex, John McLaughlin : Inner Words, Tom Jones, Saturday Night Fever des Bee Gees, The Idiot d'Iggy Pop - où Laurent Thibault est également bassiste, Low de David Bowie, Rick Wakeman, Fleetwood Mac, Ritchie Blackmore 's Rainbow : Long Live Rock 'n'Roll (1978), Marvin Gaye, Patrick Coutin : J'aime regarder les filles, Jacques Higelin 3 album : Irradié (1975), No Man's Land (1977), Champagne et Caviar (1978), Aï (1985), Magma : mixage de Live / Hhaï (1975), Attahk (1978), CharlÉlie Couture : Pochette surprise, Tchao Pantin (1983).

### La fin des studios
Début 1973, après à peine 6 mois d'occupation, Yves Chamberland parti du château entame une procédure judiciaire, qui aboutit à la mise en faillite personnelle de Michel Magne. Les murs du château sont donc mis en vente durant plusieurs années et achetés aux enchères en 1979 par la société « Service Terrains », qui va laisser l'activité du studio se poursuivre et continuera de louer les lieux à la société de Laurent Thibault, propriétaire du bail, et ayant réglé une très grande partie des dettes de 300,000 francs de la société SEMM de Michel Magne en huit ans.
En 1978, Michel Magne revient habiter à Paris après un séjour de plusieurs années dans le Sud. Convoqué par le tribunal de commerce de Pontoise, à la suite de sa liquidation judiciaire personnelle, dépressif, affaibli et démoralisé, ne s'étant jamais remis de la perte de son château, ayant perdu son procès, il explique à son épouse Marie Claire, qu'il part se reposer quelques jours au Club Med, mais prend la direction du Novotel de Cergy où il a loué une chambre pour se reposer. Dans la nuit, démoralisé et perdu, il avale une poignée de somnifères avant de se coucher. Il est retrouvé mort le lendemain - 19 décembre 1984 - à l'âge de 54 ans par une femme de ménage, ceci quelques jours seulement après sa convocation du jugement au tribunal de Pontoise.
Après avoir laissé l'activité du studio continuer pendant six ans, la société « Service Terrains » propriétaire des murs du château fait monter la pression auprès du locataire / gérant  Laurent Thibault : elle souhaite faire transformer le vaste parc arboré de 17 000 m2 en lotissement pavillonnaire, et l'ensemble de la cour et de la grange situé au Sud-Ouest du terrain, en centre hippique. Ce projet est mis en échec, grâce à des éléments du domaine ayant été classés, qui empêcheront le propriétaire de changer l'apparence des lieux. D'une part, le bassin-abreuvoir octogonal situé dans la cour pavée avait été classé à l'inventaire à la demande de Laurent Thibault, afin de sauver et préserver le site. D'autre part, le site du château se trouve à moins de 500 mètres de l'église d'Hérouville-en-Vexin, elle-même classée monument historique.
Fin juillet 1985, à la suite d'un courrier recommandé lui demandant de quitter les lieux, Laurent Thibault part du château après 11 ans d'occupation. Le propriétaire ne peut que se contenter de faire aménager le premier étage de la grange de l'ancien studio Chopin en magasin de sellerie et fournitures pour chevaux à l'enseigne Cheval Paradis. Il fait poser une grande enseigne sur la façade du bâtiment donnant sur le virage de la rue. La mairie d'Hérouville-en-Vexin s'oppose à tous les projets d'aménagements du parc, les permis de construire sont refusés, et aucun des projets immobiliers du promoteur ne peut voir le jour. Des locataires occupent les locaux de l'aile et l'annexe Nord, découpée en appartements. L'aile et l'annexe Sud reste inoccupée.
En 2001, la société "Arkamys" vient louer l'aile Sud du château, d'autres la rejoignent (QIO, le Château Numérique, etc.), encouragées par le Conseil régional du Val d'Oise qui suit la situation. Cependant, fin 2005, le château est de nouveau inoccupé, à l'exception du chanteur Jean-Louis Aubert venu travailler pendant quelques mois son album Idéal standard avec ses musiciens. En juin 2013, le Château est officiellement mis en vente à 1,290 million euros.

### Rénovation et réouverture
En janvier 2015, le château est racheté au fils du promoteur immobilier « Service Terrains », entre temps décédé, par un collectif composé de 3 personnes : deux ingénieurs du son et d'un financier dans l'audiovisuel (Jean Taxis, Thierry Garacino et Stéphane Marchi). Un projet de renaissance des studios voit alors le jour,,. En juin 2015, le parc est ouvert aux habitants du village d'Hérouville-en-Vexin, quarante d'entre eux participent au débroussaillage et nettoyage du parc avec leurs matériels. Le centre de formation « Sup HD Audio » s'installe et prend place dans l'ancien studio Chopin, dans la cour pavée à droite, dès novembre 2015. Le studio « historique » situé dans les combles de l'aile Sud est réaménagé, un autre, adjacent, est créé dans les anciens appartements de Michel Magne. Le château rouvre ses portes comme studio d'enregistrements à partir de 2016. Plusieurs sessions d'enregistrements live sont tournées pour la chaine Arte : Gregory Porter, Metronomy, Sting, Melody Gardot,...

### Concert dans le parc
Le 21 juin 1971,  Grateful Dead était venu en France pour un concert au festival d'Auvers-sur-Oise, mais à cause du temps pluvieux et l'état du terrain boueux où le concert devait avoir lieu, Michel Magne les invite au château d'Hérouville où ils vont jouer en soirée et tard dans la nuit devant 200 personnes, dont une partie des habitants du village. Un détachement des Sapeurs-Pompiers de Pontoise vient sur place, à la demande de Michel Magne, qui ne veut ni gendarmes ni policiers à l'intérieur de sa propriété. Une partie des invités et des pompiers chargés de la sécurité terminent nus dans la piscine ou dans le parc, après avoir ingéré des substances psychotropes (LSD et/ou cannabis), probablement ajoutés aux punchs offerts par les musiciens eux-mêmes,. Le champagne coule à flots, la fête est filmée pour les actualités de la télévision.

### Artistes ayant enregistré au château (1971-1985)
Liste non exhaustive
- Zeca Afonso : Cantigas de Maio (1971)
- Salvatore Adamo
- Ange : les 45 tours Tout feu tout flamme et Le soleil est trop vert, ainsi que l'inédit Carnaval (1972), La route aux cyprès de l'album Le Cimetière des arlequins (1973)
- Jean-Louis Aubert : Idéal Standard (2005)
- Claudio Baglioni : E tu come stai? (it) (1979), Un peu de toi (1980)
- Bee Gees : Saturday Night Fever (1977)
- David Bowie : Pin Ups (1974), Low (1976)
- David Rose : Distance Between Dreams (1977)
- Dan Ar Braz : Allez dire à la ville (1978), Acoustic (1983), Musique pour les silences à venir... (1985)
- Dum Dum Bullet  (1986)
- Canned Heat et Memphis Slim : Memphis Heat (1973)
- Patrick Coutin : J'aime regarder les filles (1980)
- CharlÉlie Couture : Pochette surprise (1981), Poèmes rock (1981), Tchao Pantin (1983)
- Ergo Sum : Mexico (1972)
- Fleetwood Mac : Mirage (1982)
- Marvin Gaye : divers titres (1979)
- Gong : Camembert électrique (1971)
- Jean Guidoni : Putains (1984)
- Gwendal : Locomo (1983)
- Nina Hagen : (1984)
- Dashiell Hedayat : Obsolète (1971)
- Jacques Higelin : Irradié (1975), No Man's Land (1977), Champagne et Caviar (1978), Aï (1985)
- Iggy Pop : The Idiot (1977)
- Il était une fois : Que fais-tu ce soir après dîner? (1973)
- Jethro Tull : Nightcap: The Unreleased Masters 1972-1991 (1983)
- Elton John : Honky Château (1972), Don't Shoot Me I'm Only the Piano Player (1973), Goodbye Yellow Brick Road (1973)
- Julio Finn Blues Band : Deal for Service (1972)
- Alain Z. Kan : Heureusement en France on ne se drogue pas (1974), Parfums de nuit (1984)
- Bernard Lavilliers : Pouvoirs (1979), mix : T'es vivant (1978)
- Patrick Lemaître : (1973)
- Magma : 1001° centigrades, The Unnamables (Univeria Zekt) (1971), mixage de Live / Hhaï (1975), Attahk (1978)
- Albert Marcœur : Armes et cycles (1979)
- Marguerite : Mr Ford (1983)
- Thierry Matioszek : Matioszek (1976)[15]
- John McLaughlin : Inner Worlds (1975)
- Michael Schenker Group : Assault Attack (1982)
- Eddy Mitchell (un des premiers artistes à venir au château) : Rock n'Roll (1971), Zig-Zag (1972)
- Claude Nougaro : Locomotive d'or (1973)
- Tom Novembre : Toile cirée (1983)
- Oniris : L'Homme-Voilier (1979)
- Pink Floyd : Obscured by Clouds (1972)
- Rainbow : Long Live Rock 'n' Roll (1978)
- Dick Rivers : Rock'n Roll Star (nov.1973 / juillet 1974) - en résidence (juillet / août / septembre 1981), producteur de 3 albums, le groupe Rockpile -  Seconds of Pleasure, Les Chats Sauvages - Love, Love, Love  sorti en 1982, et le groupe Captain Mercier - Mercenaire du rock
- Saint-Preux (1977/1983)
- Sapho : Passage d'Enfer (1982)
- Sham 69 : (1983)
- Yves Simon : Macadam (1976)
- Cat Stevens : (1975-1984/1985)
- Alan Stivell : Chemins de terre (1973)
- T. Rex : The Slider et Tanx (1972)
- Laurent Thibault : Mais on ne peut pas rêver tout le temps (1979)
- Transit-Express : Opus Progressif (1976), Couleurs Naturelles (1977)
- Trust : Marche ou crève (1982)
- Uriah Heep : Sweet freedom (1973)
- Pierre Vassiliu : Attends (1972)
- Laurent Voulzy
- Robert Why : Single non publié (1976) produit par Tony Visconti
- Rick Wakeman : No Earthly Connection (1976)
- Zabu : My Coffin's ready (1972)
- Jacques Barsamian : Mauvaises pensées (1971)

### Émissions radiophoniques
- « Le Château d'Hérouville », extrait de l'émission Pop etc., France Inter, 18 février 2012 - avec Dominique Blanc-Francard, Marie-Claude Magne (2e épouse de Michel Magne) et Valli.
- « Hérouville Story », 6 émissions de 2 h [], sur Radio R.G.B, 19 octobre au 23 novembre 2015 (consulté le 6 mai 2021).
- Philippe Roizes, « Les folles années du château d'Hérouville », 2 émissions de 28 min [], sur France Culture, 23 et 24 mars 2019 (consulté le 6 mai 2021).
- Rebecca Manzoni, « Le château d'Hérouville : utopies et âge d'or du studio », émission de 56 min [], sur France Inter, Pop N' Co, 17 avril 2021 (consulté le 6 mai 2021).
- « Le Château d'Hérouville », extrait de l'émission Côté club., France Inter, 10 janvier 2023 - avec Laurent Goumarre, Christophe Conte (auteur d'un documentaire) et Valli.

### Filmographie
- Michel Magne, le fantaisiste pop, documentaire de Jean-Yves Guilleux, 52 minutes (2009).
- David Bowie, l’homme aux cent visages ou le fantôme d’Hérouville, documentaire de Gaëtan Châtaignier et Christophe Conte (2016). Diffusé sur France 4 le 6 janvier 2016.
- [vidéo] « Le château d’Hérouville, une folie rock française », Christophe Conte (producteur), 2023, 51 min, Morgane Productions / France Télévisions (consulté le 7 février 2025)